# Chromelosporium fulvum
Chromelosporium fulvum är en svampart som först beskrevs av Heinrich Friedrich Link, och fick sitt nu gällande namn av McGinty, Hennebert & Korf 1975. Chromelosporium fulvum ingår i släktet Chromelosporium och familjen Pezizaceae.   Inga underarter finns listade i Catalogue of Life.